# Chapelle Westley de Basseterre
 (juillet 2024).
Si vous disposez d'ouvrages ou d'articles de référence ou si vous connaissez des sites web de qualité traitant du thème abordé ici, merci de compléter l'article en donnant les références utiles à sa vérifiabilité et en les liant à la section « Notes et références ».
La chapelle Westley, également appelée Église méthodiste, est une chapelle méthodiste située à Basseterre, à Saint-Christophe-et-Niévès. Il s'agit du plus vieux bâtiment de la ville.

## Historique

### Arrivée sur l'île des missionnaires méthodistes
Le méthodisme est arrivé à Saint-Christophe-et-Niévès à la fin du XVIIIe siècle. Le 18 janvier 1787, Thomas Coke et trois missionnaires méthodistes, MM. Baxter, Hammet et Clarke, arrivèrent à Saint-Christophe depuis la Dominique. La nouvelle de leur visite les avait précédés et ils ont été hébergés par Lydia Seaton, Richard Cable, un imprimeur, et William Bertie, un bijoutier. Seaton et Cable étaient tous deux des Antiguais qui avaient adopté la philosophie méthodiste et s'étaient ensuite installés à Basseterre. Leur venue ne causa pas de problème ; au contraire, le responsable de l'église anglicane Saint-Georges les accueillirent chez lui.

### Fondation et construction de l'église
William Hammet, missionnaire méthodiste, resta sur l'île en achetant un terrain à Flinore Doyle où se situe désormais la chapelle. Une chapelle en bois fut érigée et agrandie en 1803 qui fut remplacée par un bâtiment en pierre en 1822 pouvant 1500 fidèles du fait de l'augmentation du nombre de fidèles qui passèrent de 700 en 1789, à 1554 en 1793 et à 2587 en 1807.

### Catastrophes naturelles auXXesiècle
Lors des célébrations du centenaire, un appel de fonds fut lancée pour remplacer le toit. L'ouragan du 12 septembre 1928 endommagea gravement l'édifice qui subit une rénovation avec la pose d'un nouveau toit en acier, fabriqué sur commande à Liverpool en Angleterre, le remplacement de galeries et de la tribune et la construction d'une sacristie et de deux portiques. l'électricité est également installée.
En 1984, une annexe est construite comprenant des bureaux et des salles de réunion.
En 1998, l’ouragan Georges a de nouveau endommagé gravement le toit et l’intérieur. Les rénovations et les réparations ont été estimées à environ un million de dollars. Les travaux ont débuté en septembre 1999. Le projet de rénovation a été dirigé par l'ingénieur civil Arthurlyn Belle, assisté de Lawrence Elmes et d'Eustace Hobson, tous membres de l'église. Les rénovations comprenaient l'installation d'une pièce pour chœur junior et de quatre vitraux. La chapelle a été à nouveau inaugurée le 18 août 2002. Pendant les travaux, les offices ont été célébrés dans la salle paroissiale qui, jusqu'en 1991, abritait l'école des garçons.